# Президентські вибори в Молдові 2020
Чергові президентські вибори в Молдові відбулися 1 листопада 2020 року. Це четверті прямі вибори президента Молдови за всю історію незалежності Республіки Молдова.
Президент Молдови обирається за двоетапною системою абсолютної більшості. Якщо жоден кандидат не отримає більше ніж 50 % голосів у першому турі, буде проведено другий.

## Зареєстровані кандидати
- Ренато Усатий — кандидат від «Нашої партії»
- Андрей Нестасе — кандидат від партії «Платформа Гідність і Правда»
- Тудор Деліу — кандидат від Ліберально-демократичної партії Молдови
- Ігор Додон — незалежний кандидат
- Віолета Іванова — кандидатка від Політичної партії «ШОР»
- Мая Санду — кандидатка від Партії «Дія і Солідарність»
- Октавіан Цику — кандидат від Партії національної єдності
- Дорін Кіртоаке — кандидат від Виборчого блоку «UNIREA»

## Результати

### Перший тур
| Ім'я кандидата  | Представляє партію                     | Кількість тих, хто проголосував | % від загального числа |
| --------------- | -------------------------------------- | ------------------------------- | ---------------------- |
| Ренато Усатий   | Наша партія                            | 227938                          | 16,90                  |
| Андрей Нестасе  | Платформа гідність і правда            | 43925                           | 3,26                   |
| Тудор Деліу     | Ліберально-демократична партія Молдови | 18486                           | 1,37                   |
| Ігор Додон      | незалежний кандидат                    | 439866                          | 32,61                  |
| Віолета Іванова | Політична партія «ШОР»                 | 87542                           | 6,49                   |
| Мая Санду       | Партія «Дія і Солідарність»            | 487635                          | 36,16                  |
| Октавіан Цику   | Партія національного єдинства          | 27 170                          | 2,01                   |
| Дорін Кіртоаке  | Виборчий блок «UNIREA»                 | 16145                           | 1,20                   |
| Усього          | Усього                                 | 1348707 (явка — 42,76 %)        | 100 %                  |

### Другий тур
До другого туру, який відбувся 15 листопада, вийшли чинний президент Ігор Додон та керівниця партії «Дія і солідарність» Мая Санду.
| Ім'я кандидата | Представляє партію          | Кількість тих, хто проголосував | % від загального числа |
| -------------- | --------------------------- | ------------------------------- | ---------------------- |
| Ігор Додон     | незалежний кандидат         | 690,614                         | 42,28 %                |
| Мая Санду      | Партія «Дія і Солідарність» | 943,006                         | 57,72 %                |
| Усього         | Усього                      | 1633620 (явка — 52,78 %)        | 100 %                  |